# Nyctemera trita
Nyctemera trita là một loài bướm đêm thuộc phân họ Arctiinae, họ Erebidae.